# 第53機械化旅 (烏克蘭)
第 53 弗拉基米尔·莫诺马赫王公独立机械化旅（烏克蘭語：53-тя окре́ма механізо́вана брига́да і́мені кня́зя Володи́мира Монома́ха，简称 ）是烏克蘭陸軍的一個旅。該旅隸屬於東部作戰指揮部，並部署在北頓內茨克和利西昌斯克。

## 歴史
在 2014 年，第 53 机械化旅在羅夫諾州 新盧博米爾卡村 (Nova Lyubomyrka)成立 ，含有領土防衛營、第 17 近衛坦克旅和第 24 機械化旅的部份兵力。該旅下轄3個機械化營、1 個坦克營、砲兵營、2 個營戰術組、防空連、情報連。此外，該旅下轄的第 4 機械化步兵營的前身是第 24 機械化旅的第 14 切爾卡瑟國土防衛營。此外，該旅的第 5 機械化步兵營前身也是第 24 機械化旅的一個營。
在 2015 年 2 月，該旅參與了頓巴斯戰爭。 在 2015 年 5 月 25 日，該旅擊退了一次分離主義者的襲擊。 同年 9 月，該旅被部署在阿夫迪伊夫卡。
在 2016 年 7 月 23 日，烏克蘭國防部長斯捷潘·波爾托拉克 (Stepan Poltorak) 宣布第 53 机械化旅副旅長因非法出售武器彈藥被降職，並在其後被解職。
在斯維特洛達爾西克戰役期間，該旅於 2017 年 4 月至 10 月間在斯維特洛達爾堅守陣地。在 2017 年 11 月初，各旅部隊從ATO地區撤出，前往第聶伯羅彼得羅夫斯克州及切爾卡瑟州之間的村莊進行休整和恢復戰鬥力。
在 2019 年，第 53 机械化旅被部署在霍爾利夫卡附近。
在 2019 年 10 月 29 日，該旅部隊離開戰區進行輪換。 在此期間，該旅共損失7名戰士。
在 2020 年 5 月 6 日，烏克蘭總統為第 53 机械化旅命名，以紀念罗斯王公弗拉基米爾·莫諾馬赫（烏克蘭語：Володи́мир Монома́х）。

## 結構
截至2017年，第 53 机械化旅的結構如下：
- 第53機械化旅，北頓內茨克
  - 本部連
  - 第 1 機械化營
  - 第 2 機械化營
  - 第 3 機械化營
  - 第 24 摩托化步兵營 “艾達爾”
  - 坦克營
  - 旅砲兵群
    - 目標偵測連
    - 自走火砲營（2S3「相思」自走砲）
    - 自走火砲營（2S1 Gvozdika 自走砲）
    - 火箭砲兵營 (BM-21火箭炮)
    - 反坦克砲兵營（T-12反坦克炮）

  - 防空導彈砲兵營
  - 工兵營
  - 維修營
  - 後勤營
  - 偵察連
  - 狙擊連
  - 電子作戰連
  - 信號連
  - 雷達連
  - CBRN-防禦連
  - 醫療連